# The Boy Is Mine (låt av Brandy Norwood och Monica Arnold)
The Boy Is Mine är en duett framförd av de amerikanska sångarna Brandy Norwood och Monica Arnold. Den skrevs av LaShawn Daniels, Fred Jerkins III, Japhe Tejeda, Rodney "Darkchild" Jerkins och Norwood. Musiken producerades av Norwood, Jerkins och Dallas Austin. Låten gavs ut som huvudsingeln från Norwoods andra studioalbum Never Say Never (1998) och Arnolds andra studioalbum The Boy Is Mine den 12 maj 1998. "The Boy Is Mine" är en samtida R&B-låt i medelsnabbt tempo vars låttext handlar om två kvinnor som bråkar om samma man. Den beskrevs som ett svar på Michael Jackson och Paul McCartneys duett "The Girl Is Mine" från 1982.
"The Boy Is Mine" mottog generellt positiv kritik från professionella musikjournalister och blev både Norwood och Arnolds första listettor i USA och internationellt. Låten, som utnyttjade publiciteten av medias skriverier om rivalitet mellan sångarna, blev årets bäst säljande singel i USA med 13 raka veckor som etta på Billboards Hot 100-lista. Den hade också stora framgångar internationellt med förstaplats noteringar i Kanada, Nederländerna och Nya Zeeland och topp-fem positioner på majoriteten av övriga singellistor låten gick in på.
Musikvideon till "The Boy Is Mine" regisserades av Joseph Kahn och filmades i april 1998. I den ses framförarna först bråka om samma man, men blir sedan vänner och beslutar sig för att dumpa den otrogna pojkvännen, spelad av Mekhi Phifer. Videon nominerades till två MTV Video Music Awards i kategorierna Video of the Year och Best R&B Video. Norwood och Arnolds enda TV-sända liveframträdande av låten var under öppningsceremonin till American Music Awards den 10 september 1998 vid Gibson Amphitheatre i Los Angeles. Uppträdandet blev kraftigt uppmärksammat i media efter ett påstått fysiskt bråk mellan sångarna under genrepet vilket ledde till att arrangörerna höll Norwood och Arnold på varsin sida av scenen under framträdandet.
År 1999 vann "The Boy Is Mine" en Grammy Award i kategorin Best R&B Performance by a Duo or Group och var även nominerad till Record of the Year och Best R&B Song. Vid prisceremonin Billboard Music Awards vann låten i tre kategorier, däribland Hot 100 Sales Single of Year. År 2008 listade Billboard låten på plats 54 på listan 50th Anniversary All-Time Hot 100 Top Songs och på plats 18 på All-Time Top R&B/Hip-Hop Songs. År 2012 återförenades Norwood och Arnold på duetten "It All Belongs to Me".

## Bakgrund och inspelning
De amerikanska sångarna Brandy Norwood och Monica Arnold var i samma ålder när de slog igenom som superstjärnor. Norwood släppte sitt självbetitlade debutalbum 1994 vid fjorton års ålder och erhöll snabbt flera guld och platinabelönade topp-tio hits så som "I Wanna Be Down" och "Baby". Arnold, som var ett år yngre, släppte sin debut Miss Thang ett år senare och katapulterades också till omedelbar berömmelse med hjälp av hitsen "Don't Take It Personal (Just One of Dem Days)" och "Before You Walk Out of My Life" som gjorde henne till den yngsta artisten i amerikansk musikhistoria med två listettor i rad på amerikanska R&B-listan Hot R&B/Hip-Hop Songs. Sångarna blev snabbt jämförda med varandra och rykten om dispyter och rivalitet började florera i media, trots att Norwood och Arnold i själva verket aldrig hade träffats.
Efter utgivningen av sitt första album tog Norwood ett uppehåll från musiken för att fokusera på sin skådespelarkarriär med huvudroller i serien Moesha och TV-filmen Askungen. När hon påbörjade arbetet på sitt andra studioalbum, Never Say Never, rekommenderade Atlantic Records A&R Paris David Norwood att jobba med musikproducenten Rodney "Darkchild" Jerkins. Jerkins kom att stå för majoriteten av innehållet på Never Say Never och duon blev nära vänner. En dag, under ett uppehåll från inspelningen av albumet, såg Norwood ett avsnitt av den amerikanska TV-serien The Jerry Springer Show där två kvinnor bråkade om samma man. Hon brainstormade med Jerkins och låtskrivaren LaShawn Daniels för att skapa en låttext till musik som Jerkins skapat tidigare. Resultatet blev "The Boy Is Mine" som Norwood spelade in.
Efter att ha färdigställt en soloversion av låten var Norwood ändå inte nöjd med resultatet och trodde att "The Boy Is Mine" skulle fungera bättre som en duett. Eftersom media redan spekulerat i att hon och Arnold inte tyckte om varandra ansåg Norwood att låten skulle vara "perfekt" för två påstådda ovänner att sjunga. Norwood ringde Arnold som tackade ja till erbjudandet att vara med på låten och flög till Los Angeles för att spela in den med Norwood. Tiden i inspelningsstudion blev dessvärre improduktiv och sångarna var inte nöjda med resultatet. Allmänhetens påhittade påhittade bråk blev dessutom grogrund för riktig osämja och duon "stod knappt ut att vara i samma rum tillsammans". De kom överens om att spela in sina respektive verser på varsitt håll - Norwood i Kalifornien och Arnold tillsammans med producenten Dallas Austin i Atlanta, Georgia.

## Komposition och låttext
"The Boy Is Mine" är en låt i medelsnabbt tempo som inkorporerar element från genrerna pop och R&B. Enligt notblad publicerade på Musicnotes.com av Alfred Publishing utgår låten från 94 taktslag per minut. Den skrevs i tonarten c-moll och Norwoods och Arnolds sångröster sträcker sig från noten G3 till F4.

## Utgivning och mottagande
"The Boy Is Mine" valdes ut som huvudsingeln från både Norwood och Arnolds respektive studioalbum Never Say Never och The Boy Is Mine. Låten hade premiär på amerikansk radio den 4 maj 1998. Den släpptes som singel först i Storbritannien den 18 maj och senare i USA och andra territorier den 19 maj.
"The Boy Is Mine" mottog mestadels positiv kritik från professionella musikjournalister. Stephen Thomas Erlewine från AllMusic beskrev låten som "mjuk" och utnämnde den till en av de bästa spåren på Norwood och Arnolds respektive album. Larry Flick från Billboard beskrev låten som en "dämpad" men "soul-fylld slagdänga". Han konstaterade: "Detta är inte den poppiga och omedelbart trallvänliga singeln man hade förväntat sig som försmak till Brandys nya album men efter en andra spelning kommer man inte kunna vifta bort den subtila refrängen. Den kommer att säkra en lång och framgångsrik tid på top 40- och R&B-radio." J.D. Considine från Entertainment Weekly skrev: "När Brandy och Monica ger sig in i den baktalande 'The Boy Is Mine' saknas den soul-fyllda teatern som Faith Evans och Mary J. Blige hade levererat. De två yngre kvinnornas röster smälter istället samman med den bultande basgången och de håller sina röster så lågt att man nästan tror att de är rädda att en lärare ska höra dem." Vibe Magazine menade att den absoluta höjdpunkten i "The Boy Is Mine" var det sylvassa introt. I det frågar Norwood; "Do you know somebody named... you know his name" varpå Arnold skarpsynt svarar "Oh yeah, definitley, I know his name!".

## Kommersiell prestation
"The Boy Is Mine" blev en av de största duetterna i USA:s musikhistoria; under de första veckorna efter release sålde singeln cirka 2 miljoner kopior och toppade Billboard Hot 100 i rekordlånga tretton veckor. Den steg 22 placeringar- från en 23:e till förstaplatsen- vilket gjorde den till en av de största "klättrarna" i Billboards historia. På USA:s R&B-lista låg låten etta i åtta veckor. Atlantic Records beslutade att trycka upp flera nya utgåvor i form av Maxi och CD-singlar eftersom singeln sålt slut i musikaffärer, något som bidrog till att låten tappade placeringar på den senare topplistan. I Kanada presterade spåret likvärdigt och tillbringade hela 15 veckor som dominerade etta på Canadian Singles Chart. Detta gjorde låten till en av de största singlarna under 90-talet i Kanada och USA.  Förutom framgångarna i Nordamerika blev låten den första riktigt stora singeln får både Brandy Norwood och Monica Arnold utomlands och blev en topp-fem hitt på nästan alla listor låten låg på. Den kammade hem förstaplatser i Holland, Japan, och Nya Zeeland, samt andra eller tredje platser I Storbritannien, Frankrike, Irland och Schweiz. I Sverige klättrade "The Boy Is Mine" till en tredjeplats på Sverigetopplistan och förblir både Brandy och Monicas bäst listpresterande musiksingel i landet till dato. Midtempospåret belönades med flera av musikindustrins större priser. Den erhöll två Grammy Award-nomineringar för "Record of the Year" och "Best R&B Performance by a Duo or Group with Vocal" och vann den senare utmärkelsen, detta blev sångerskornas första Grammy-vinster. Singeln erhöll även tre Billboard Music Awards och listades av Billboard som nummer 54 på "Billboard: All-Time Hot 100 Top Songs". I Frankrike förblir singeln den 62:a mest framgångsrika i landets musikhistoria Den listades även bland de 200 mest framgångsrikaste inspelningarna i Australien, Nederländerna och Belgiens historia..

## Liveframträdanden
Vid repetitionerna till 1998 års MTV Video Music Awards meddelade media att sångarna rök ihop och att Monica erhöll en svullen läpp och Brandy en blåtira. MTV:s arrangörer höll därefter de båda tonåringarna på varsin sida om scenen vid deras framträdande. Detta rykte kom dock att avfärdas av ett gemensamt uttalande av sångerskornas manager: "Det är uppenbart att vissa individer försöker att skapa en reva mellan Brandy och Monica. Denna fortsatta negativitet mot dessa begåvade sångerskor är väldigt orättvis. De arbetar bara hårt för att bygga framgångsrika karriärer i ett tufft yrke."

## Musikvideo

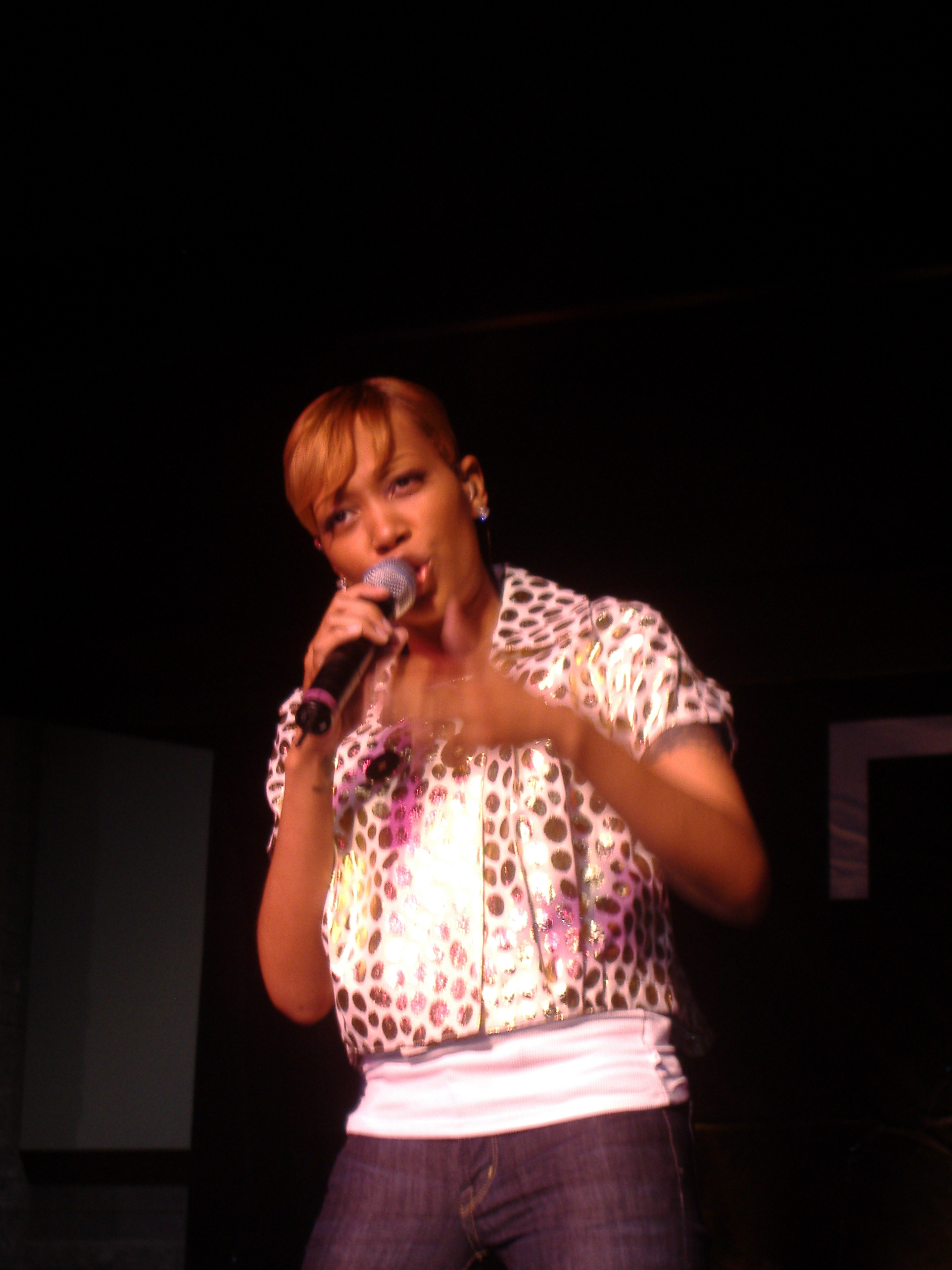
Monica

Videon spelades in i april 1998 och regisserades av Joseph Kahn. Dess första scen visar båda tjejerna i sina lägenheter (som ligger vägg i vägg)- båda tittar på TV. Brandy tittar på The Jerry Springer Show (där avsnittet heter lika som titeln på låten). Monica byter oavsiktligt Brandys TV till en romantisk film. När Brandy byter tillbaka ändras också kanalen på den andras TV. Kanalbytena pågår ett tag tills båda får nog och börjar sjunga. Nästa klipp visar hur de båda diskuterar sina problem med varsina grupper av kompisar. Videon hade premiär den 29 april 1998. "The Boy" (som spelas av Mekhi Phifer, som även spelar Brandys pojkvän i skräckfilmen Jag vet fortfarande vad du gjorde förra sommaren) dyker sedan upp utanför tjejernas lägenheter. Nästa klipp visar de båda i pyjamas samtidigt som de ringer till pojkvännen för att tvinga honom välja mellan dem. Efter att sångerskorna munhugger ytterligare dyker sedan mannen upp - frustrerad över vem han ska välja. Dörren öppnas och visar först endast Brandy, dörren öppnas mer och visar också Monica med armarna i kors, han får ett häpet uttryck i ansiktet och dörren slängs sedan igen i hans ansikte. Musikvideon nominerades för två MTV Video Music Awards med utmärkelserna "Best R&B Video" och "Video of the Year" men förlorade till Wyclef Jeans "Gone Till November" och Madonnas "Ray of Light".

## Priser och nomineringar
"The Boy Is Mine" har haft stor inverkan i musikvärlden. År 2007 rankade Vibe Magazine låten som den 10:e största duetten genom alla tider. År 2009 spelade de två aspirerande sångerskorna Tynisha Keli och BENI in en remix av låten. Följande år spelades en annan cover in av spåret till den amerikanska TV-serien Glee där Amber Riley och Naya Rivera (Mercedes och Santana) framträdde med deras version i det 18:e avsnittet under säsong ett av serien.

## Eftermäle
Efter "The Boy Is Mine" upplevde Norwood och Arnold förhöjda kommersiella framgångar. Norwood utvecklades till ett "kulturellt fenomen" med sin parallella skådespelarkarriär. Never Say Never kom ut i juni 1998 och nådde andraplatsen på amerikanska albumlistan Billboard 200. "Top of the World" som gästades av rapparen Mase gavs ut som albumets andra singel och var framgångsrik i flera länder utanför USA. Balladen "Have You Ever?" blev hennes första singel i karriären som soloartist att nå förstaplatsen på Hot 100-listan. Norwood fortsatte att stärka sitt varumärke med modelljobb och blev den första sångaren att få ett långtidskontrakt med kosmetikamogulen Cover Girl. År 1999, samtidigt som Norwood reste runt på sin första internationella världsturné Never Say Never World Tour, började allt större fokus skifta på hennes problematiska privatliv. Vid tidpunkten befann hon sig i en misshandelsrelation med sin dåvarande pojkvän. I media uppmärksammades även en ätstörning och sjukhusbesök på grund av utmattning och dehydrering. Efter ett nervöst sammanbrott tog Norwood ett flera år långt uppehåll från sin karriär.
Arnolds The Boy Is Mine kom i juli 1998 och nådde åttondeplatsen på Billboard 200. Liksom för Norwood blev albumet hennes framgångsrikaste i karriären och mottog trippelt platinacertifikat av RIAA. Uppföljaren till "The Boy Is Mine" var "The First Night" som blev hennes första singel som soloartist att nå förstaplatsen på Hot 100-listan. Hennes cover av den brittiska gruppen Eternals singel "Angel of Mine" blev hennes andra singel som soloartist att nå förstaplatsen på samma lista. Arnolds karriär fick ett abrupt slut år 2000 då hennes pojkvän Jarvis Weems begick självmord och sköt sig själv i huvudet. Efter en tid av svår depression återupptog Arnold arbetet på sitt tredje studioalbum All Eyez on Me. Albumet läckte ut på internet innan utgivningen år 2002 och förblev därigenom outgivet i större delen av världen. Arnolds karriär fick en nytändning med hennes fjärde studioalbum, självbiografiska After the Storm som kom i juni 2003.

## Format och låtlistor
| - Amerikansk CD/Maxi-singel 1. "The Boy Is Mine" (album version) 2. "The Boy Is Mine" (club mix) 3. "The Boy Is Mine" (radio version; with intro) 4. "The Boy Is Mine" (album instrumental) 5. "The Boy Is Mine" (acappella) - Amerikansk CD-singel 1. "The Boy Is Mine" (album version) 2. "The Boy Is Mine" (instrumental) | - Europeisk Maxi-singel / Australiensk CD-singel 1. "The Boy Is Mine" (radio edit without intro) – 4:00 2. "The Boy Is Mine" (radio edit with intro) – 4:00 3. "The Boy Is Mine" (LP version) – 4:51 4. "The Boy Is Mine" (club version) - 7:39 |

## Topplistor
| Listor (1998)                     | Topp positioner |
| --------------------------------- | --------------- |
| Australiens ARIA singellista      | 3               |
| Österrikes singellista            | 6               |
| Belgiens Flanders Singles Chart   | 4               |
| Belgiens Wallonia Singles Chart   | 2               |
| Kanadas singellista               | 1               |
| Hollands Dutch Top 40             | 1               |
| Europas Eurochart Hot 100 Singles | 2               |
| Frankrikes singellista            | 2               |
| Irlands singellista               | 2               |
| Italiens singellista              | 10              |
| Japans Oricon singellista         | 1               |

| Listor (1998)                               | Topp positioner |
| ------------------------------------------- | --------------- |
| Tysklands singellista                       | 5               |
| Nya Zeelands singellista                    | 1               |
| Sveriges Sverigetopplistan                  | 3               |
| Schweiz singellista                         | 3               |
| Storbritanniens UK Singles Chart            | 2               |
| Amerikanska Billboard Hot 100               | 1               |
| Amerikanska Billboard Hot R&B/Hip-Hop Songs | 1               |
| Amerikanska Billboard Mainstream Top 40     | 3               |
| Amerikanska Billboard Rhythmic Top 40       | 1               |

## Certifikat
| Land                       | Certifikat  | Datum | Försäljningssiffror |
| -------------------------- | ----------- | ----- | ------------------- |
| Österrikes certifikat      | Platina     | 1998  | 70,000              |
| Frankrikes certifikat      | Platina     | 1998  | 200,000             |
| Tysklands certifikat       | Guld        | 1998  | 250,000             |
| Norges certifikat          | Guld        | 1998  | 5,000               |
| Schweiz certifikat         | Guld        | 1998  | 25,000              |
| Storbritanniens certifikat | Guld        | 1998  | 400,000             |
| Amerikanska certifikat     | 2 x Platina | 1998  | 2,000,000           |

## Utgivningshistorik
| Region         | Datum       | Format       | Skivbolag                         |
| -------------- | ----------- | ------------ | --------------------------------- |
| USA            | 4 maj 1998  | Radiopremiär | Atlantic                          |
| Storbritannien | 18 maj 1998 | CD           | Atlantic                          |
| USA            | 19 maj 1998 | CD           | Atlantic / WEA International Inc. |
| Kanada         | 19 maj 1998 | CD, LP       | Atlantic                          |
| Indien         | 19 maj 1998 | CD, vinyl    | Atlantic                          |
| Japan          | 19 maj 1998 | CD, vinyl    | Atlantic                          |
| Frankrike      | 20 maj 1998 | CD, maxi     | Atlantic                          |
| Tyskland       | 8 juni 1998 | CD           | Atlantic                          |